# Orthotylus marginalis
Orthotylus marginalis ist eine Wanzenart aus der Familie der Weichwanzen (Miridae).

## Merkmale
Die Wanzen werden 5,8 bis 6,9 Millimeter lang. Die Arten der Gattung Orthotylus sind überwiegend grün gefärbt. Viele sind extrem ähnlich und deswegen anhand von äußeren Merkmalen nur sehr schwer zu bestimmen. Die Wirtspflanze der entsprechenden Individuen sind daher ein wichtiges Indiz. Orthotylus marginalis ist auf der Körperoberseite dicht blass behaart. Die Membrane der Hemielytren und die Adern sind grün. Das erste Fühlerglied ist bräunlich.

## Vorkommen und Lebensraum
Die Art ist in Europa ohne den südlichen Mittelmeerraum und östlich bis Sibirien und Zentralasien verbreitet. In Deutschland und Österreich ist sie weit verbreitet und häufig. Sie ist in Mitteleuropa die häufigste Art der Gattung an Laubgehölzen.

## Lebensweise
Die Wanzen leben an verschiedenen Laubgehölzen, vor allem an schmal- aber auch breitblättrigen Weiden (Salix) wie Purpur-Weide (Salix purpurea) oder Asch-Weide (Salix cinerea). Nicht so häufig findet man sie auch auf anderen Laubgehölzen wie Erlen (Alnus), Äpfeln (Malus), Eschen (Fraxinus), Linden (Tilia) und Ulmen (Ulmus). Sie ernähren sich zoophytophag und saugen auch an Blattläusen, Blattflöhen und Spinnmilben, sind aber auf die räuberische Ernährung nicht angewiesen. Die adulten Wanzen treten von Anfang Juni bis August auf. Pro Jahr entwickelt sich eine Generation.

## Belege